# Wouter Kolk
Wouter Kolk (Zandvoort, 26 april 1966) is een Nederlands topfunctionaris.

## Leven en werk
Kolk werd in 1966 geboren in Zandvoort. Hij studeerde eerst marketing en strategie aan de Hogeschool Inholland. Daarna studeerde hij een jaar aan de Harvard Business School en vervolgens een jaar strategisch management aan de Harvard-universiteit.
Hij begon zijn carrière als marketingassistent bij Harrods Ltd. Van 1991 tot 1995 was Kolk manager bij de supermarktketen Albert Heijn. Daarna werd hij commercieel directeur bij de Koninklijke Ahold NV in Singapore. Nadien was Kolk werkzaam als bestuursvoorzitter van Gall & Gall en weer later bestuursvoorzitter van Etos. In 2007 werd hij bestuursvoorzitter van WE Fashion.
Per 1 februari 2015 werd Wouter Kolk aangewezen als nieuwe topman bij Albert Heijn. Op 8 september 2017 werd Kolk benoemd tot operationeel directeur Nederland en België en tevens werd hij per 1 januari 2019 benoemd tot ceo Ahold Delhaize Europa en Indonesië. In maart 2024 liet Kolk weten voornemens te zijn de multinational per einde jaar te verlaten.